# Pejzaż z przypowieścią o siewcy
Pejzaż z przypowieścią o siewcy (niderl. Landschap met de parabel van de zaaier) – obraz olejny niderlandzkiego malarza Pietera Bruegla, powstawły w 1557, obecnie przechowywany w Timken Museum of Art w San Diego. Jest to najwcześniejszy obraz Bruegla, przez niego sygnowany.

## Geneza tematu
Tematyka została zaczerpnięta z Nowego Testamentu z Ewangelii synoptycznych i dotyczy przypowieści wygłoszonej przez Jezusa na łodzi rybackiej u brzegu jeziora Genezaret. Przypowieść mówiła o rolniku, który siał ziarno. Od tego, gdzie ono padało, zależały późniejsze plony. Była to aluzja do odmiennego przyjmowania Słowa Bożego.

## Opis obrazu
Bruegel zilustrował przypowieść umieszczając na pierwszym planie samotnego chłopa, siejącego ziarno na jałowej ziemi. O tym, że grunt nie jest przyjazny, ma świadczyć wycięte drzewo. Pośrodku kompozycji widoczny jest żniwiarz w otoczeniu już wyrosłych zbóż. Za rzeką, na brzegu, widoczna jest łódź i zbierający się tłum, który ma wysłuchać kazania Jezusa. Obecność złamanego koła fortuny przy chacie chłopa nasuwa nieco inną interpretację przypowieści: to Bóg i Jego wola sprawia, gdzie pada ziarno (droga, skała czy ziemia) i jakie będą plony.